# Etapa de Santa Cruz do Sul da Stock Car Brasil de 2009
A Etapa de Santa Cruz do Sul de 2009 foi a quarta corrida da temporada de 2009 da Stock Car Brasil. O público foi de 38 mil pessoas.[carece de fontes?] O vencedor foi o paulista Max Wilson.

## Corrida
| Pos | Nº | Piloto             | Equipe               | Volta | Tempo/Aband. | Grid | Pontos |
| --- | -- | ------------------ | -------------------- | ----- | ------------ | ---- | ------ |
| 1   | 65 | Max Wilson         | RC Competições       | 32    | 48min37s154  |      | 25     |
| 2   | 0  | Cacá Bueno         | Red Bull-WA Mattheis | 32    | + 6s382      |      | 20     |
| 3   | 51 | Atila Abreu        | AMG Motorsport       | 32    | + 6.709      |      | 16     |
| 4   | 1  | Antonio Pizzonia   | Amir Nasr Racing     | 32    | + 8.541      |      | 14     |
| 5   | 29 | Daniel Serra       | Red Bull-WA Mattheis | 32    | + 9.358      |      | 12     |
| 6   | 77 | Valdeno Brito      | RCM Motorsport       | 32    | + 12.347     |      | 10     |
| 7   | 74 | Popó Bueno         | Hot Car              | 32    | + 13.272     |      | 9      |
| 8   | 19 | Rodrigo Sperafico  | RZ Racing            | 32    | + 13.763     |      | 8      |
| 9   | 99 | Xandinho Negrão    | A. Mattheis          | 32    | + 14.470     |      | 7      |
| 10  | 6  | Alceu Feldmann     | Boettger             | 32    | + 14.775     |      | 6      |
| 11  | 14 | Luciano Burti      | Boettger             | 32    | + 15.258     |      | 5      |
| 12  | 55 | Paulo Salustiano   | Vogel Motorsport     | 32    | + 18.838     |      | 4      |
| 13  | 18 | Allam Khodair      | Full Time            | 32    | + 19.302     |      | 3      |
| 14  | 11 | Nonô Figueiredo    | Pamplona's           | 32    | + 24.640     |      | 2      |
| 15  |    | Giuliano Losacco   | JF Racing            | 32    | + 29.373     |      | 1      |
| 16  |    | Antonio Jorge Neto | RC3 Bassani          | 32    | + 31.877     |      |        |
| 17  |    | Norberto Gresse    |                      | 32    | + 32.164     |      |        |
| 18  |    | Ricardo Sperafico  | RZ Racing            | 32    | + 34.362     |      |        |
| 19  |    | David Muffato      | RC3 Bassani          | 32    | + 34.510     |      |        |
| 20  |    | Chico Serra        |                      | 32    | + 36.343     |      |        |
| 21  |    | Claudio Capparelli |                      | 32    | + 52.067     |      |        |
| 22  |    | Enrique Bernoldi   |                      | 31    | + 1 volta    |      |        |
| Ret |    | William Starostik  |                      |       | + 9 voltas   |      |        |
| Ret |    | Tarso Marques      |                      |       | + 11 voltas  |      |        |
| Ret |    | Felipe Maluhy      |                      |       | + 12 voltas  |      |        |
| Ret | 90 | Ricardo Mauricio   | RC Competições       |       | + 15 voltas  |      |        |
| Ret |    | Daniel Landi       |                      |       | + 17 voltas  |      |        |
| Ret |    | Lico Kaesemodel    |                      |       | + 28 voltas  |      |        |